# Шарлотт Ґір
Шарлотт Ґір (англ. Charlotte Geer, 13 листопада 1957) — американська академічна веслувальниця.
Срібна призерка Олімпійських Ігор 1984 року в одиночці.